# Калій трет-бутоксид
Ка́лій трет-бутокси́д (англ. potassium tert-butoxide) — калієвий алкоксид трет-бутанолу. Це сильна ненуклеофільна основа, комерційно доступна як у розчині, так і у вигляді твердої речовини.

## Отримання
Калій трет-бутоксид можна отримати за стандартною процедурою синтезу алкоксидів — шляхом реакції лужного металу (в даному випадку калію) з відповідним спиртом в безводних умовах (безводний спирт, інертна атмосфера):
{\displaystyle {\ce {2K + 2tBuOH -> 2tBuOK + H2 ^}}}
Отриманий розчин трет-бутоксиду в трет-бутанолі можна використовувати безпосередньо, або видаливши розчинник у разї необхідності.

## Властивості
Калій трет-бутоксид — біла тверда речовина, яка бурхливо реагує з водою. Він має тетрамерну структуру [tBuOK]4, що зберігається в розчині, у твердій і навіть у газовій фазі. Така агрегація значно знижує реакційну здатність сполуки; однак, тетрамери можна зруйнувати, додавши сильний диполярно-апротонний розчинник (наприклад, ДМСО, ДМФА, ГМФТА) або координуючу основу Льюїса (18-краун-6). Калій трет-бутоксид доволі швидко старіє через взаємодію з повітрям, що проявляється у вигляді жовтого забарвлення. У цьому випадку рекомендується очищення шляхом сублімації при 220 °С й 1.3 гПа.
Калій трет-бутоксид є сильнішою основою, ніж гомологічні алкоксиди 1-бутанолу, 2-бутанолу й ізобутанолу. Це пов'язано з більш високим +I ефектом трет-бутилового залишку.

## Використання
Калій трет-бутоксид представляє інтерес загалом як сильна, ненуклеофільна основа. Він не такий сильний, як, наприклад, LDA, але значно сильніший за гідроксид калію. Низька нуклеофільність є наслідком сильного стеричного ефекту трет-бутилового залишку. Тому цей реагент, як і LDA, добре підходить для депротонування C–H-кислот або дегідрогалогенування.
Відома основа Шлоссера, суміш калій трет-бутоксиду й nBuLi, є ще сильнішою основою (за це її називають «суперосновою»).

## Безпека
Калій трет-бутоксид самозаймається при температурах вище 360 °C або після навіть короткочасної дії полум'я. Ця сполука реагує з хлороформом, утворюючи дихлоркарбен. Ця реакція може стати причиною пожежі. Також слід уникати змішування калій трет-бутоксиду з дихлорометаном.